# ピエール・ヌジャンカ
ピエール・ヌジャンカ・ベアカ（Pierre Djaka Njanka-Beyaka、1975年3月15日 - ）は、カメルーン・ドゥアラ出身の元同国代表サッカー選手。ポジションはディフェンダー。

## 経歴
1998年ワールドカップ・フランス大会直前のテストマッチでカメルーン代表デビューを果たすと、本大会ではグループリーグ3試合すべてに先発フル出場。初戦のオーストリア代表戦では、ハーフウェーライン辺りからのドリブル突破によるゴールを決めた。

## 代表歴

### 出場大会
- カメルーン代表
  - 1998年 FIFAワールドカップ (グループリーグ敗退、3試合出場)
  - 2000年 アフリカネイションズカップ
  - 2001年 FIFAコンフェデレーションズカップ
  - 2002年 FIFAワールドカップ (グループリーグ敗退、1試合出場)
  - 2003年 FIFAコンフェデレーションズカップ (準優勝)
  - 2004年 アフリカネイションズカップ

### 試合数
- 国際Aマッチ 37試合 2得点（1998年-2003年）[1]

| カメルーン代表 | 国際Aマッチ | 国際Aマッチ |
| 年             | 出場        | 得点        |
| -------------- | ----------- | ----------- |
| 1998           | 6           | 1           |
| 1999           | 4           | 1           |
| 2000           | 11          | 0           |
| 2001           | 8           | 0           |
| 2002           | 4           | 0           |
| 2003           | 4           | 0           |
| 通算           | 37          | 2           |

## タイトル
ストラスブール
- クープ・ドゥ・フランス: 2000-01

アレマ・インドネシア
- インドネシア・スーパーリーグ: 2009-10[2]

カメルーン代表
- アフリカネイションズカップ: 2000